# Bortbyting

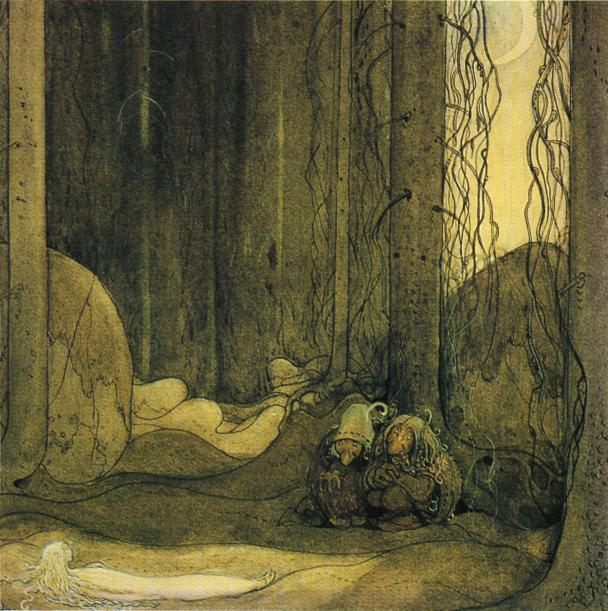
Troll med en bortbyting de har uppfostrat, John Bauer, 1913.

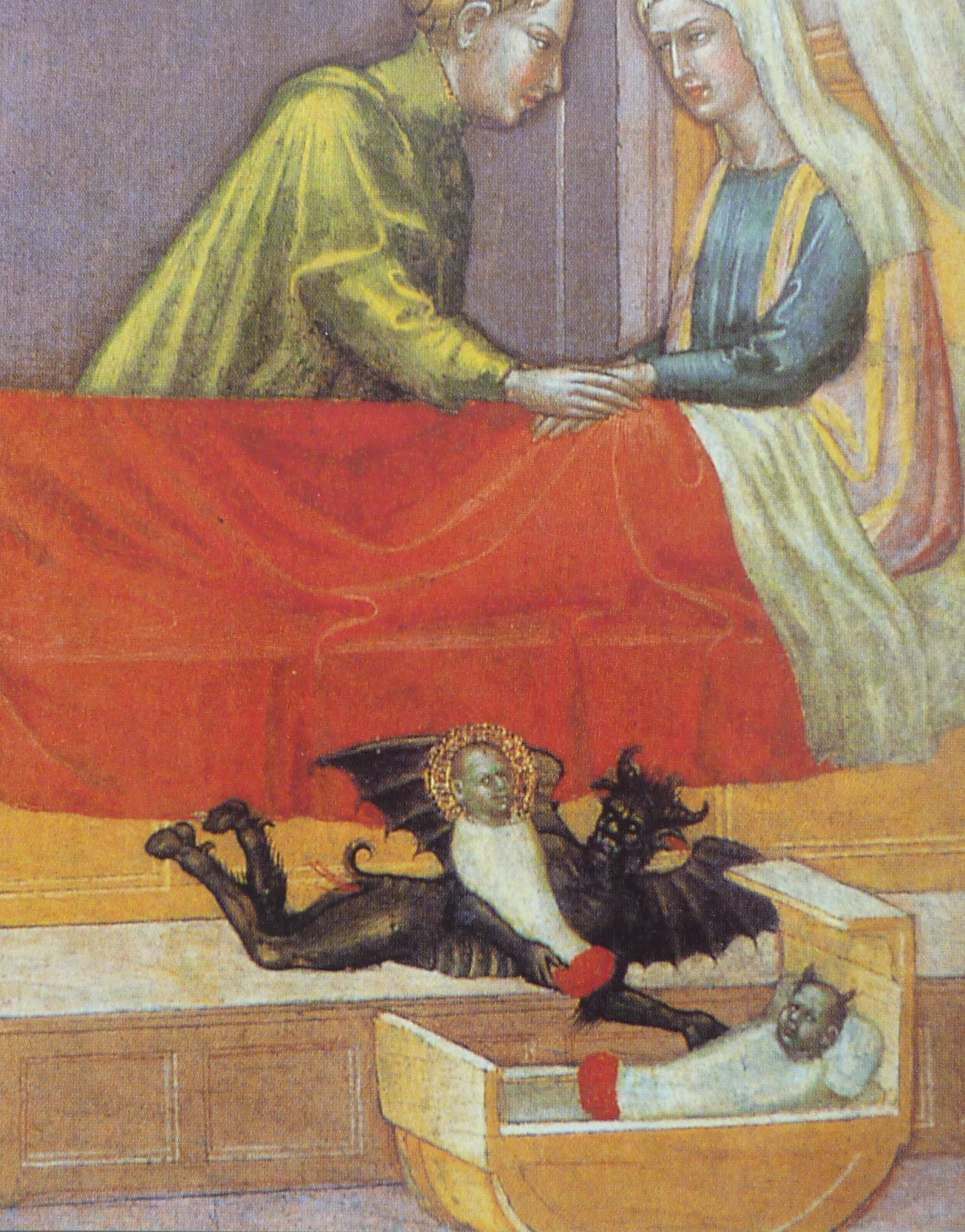
Djävulen stjäl en bebis och lämnar en bortbyting, tidigt 1400-tal. Detalj från "Legenden om St. Stephen" av Martino di Bartolomeo.

Bortbyting var i västeuropeisk folktro ett barn som inte var mänskligt, utan som i lönndom lämnats i byte för ett barn som rövats bort av övernaturliga väsen, till exempel troll eller älvor. Det antogs vara förtrollat så det liknade det riktiga barnet. 
Det fanns olika sätt att avslöja bedragaren, och om man lyckades, byttes den snabbt tillbaka till det äkta barnet. Dock kunde dessa sätt vara grymma och skada ett barn som kanske var sjukt eller hade en funktionsnedsättning på ett livshotande vis.
Det finns sagor om mödrar som misstänkte att deras barn var en bortbyting som företog märkliga uppgifter för att få bedragaren att avslöja sig. En kvinna kokade gröt i ett litet äggskal och rörde om med en grantopp tills trollet utbrast "Sju ekeskogar har jag sett växa upp, och sju har jag sett ruttna ner, men aldrig har jag sett så stor visp till så liten gryta!". Husfrun tog då bortbytingen på bakspaden och tänkte skjutsa in den i ugnen, då plötsligt en trollkvinna dök upp och bytte barnen och menade att "Så ont hade jag aldrig kunnat göra med ditt barn som du tänkte göra med mitt!" och försvann sedan på ett ögonblick.
Det finns en saga av Selma Lagerlöf som heter Bortbytingen i boken Troll och människor som handlar om en kvinna som fick en bortbyting, men som inte klarar av att behandla trollungen illa, utan försöker göra det så bra som möjligt för honom, trots att alla är emot det, däribland maken. Maken vill till exempel kasta den ned i en avgrund, och låtsas inför makan att det varit en olycka. Han kastar in bortbytingen i deras brinnande hus, efter att makan försökt att få ut den, men hon springer tillbaka in och hämtar den. Till slut bestämmer sig bonden för att överge sin maka; han säger att hon måste välja mellan honom och trollbarnet. Även om kvinnan älskar sin make, och det plågar henne att han lämnar henne, kan hon inte offra barnet. 
Då mannen sedan går genom skogen, möter han en liten pojke: Barnet hälsar och säger att om han kan gissa vem han var, skall han få veta vart han är på väg. Bonden känner igen pojkens sätt att tala från sin egen släkt och svarar: "Om inte min son vore hos trollena, så skulle jag säga, att det är du". Pojken svarar att det stämmer och att han är på väg hem till sin mor. Han berättar att varje gång som bortbytingen har behandlats illa, har han behandlats på motsvarande vis. Fadern vill veta hur det kommer sig att han kunnat göra sig fri från trollen. Pojken berättar att när modern offrade något som var mera värt för henne än livet, att låta maken gå för att få behålla trollbarnet, förlorade trollen sin makt över honom själv. Det är moderns omsorg om trollbarnet som har räddat hennes eget barn.